# Raión de Krasnokutsk
Krasnokutsk (en ucraniano: Краснокутський район) es un raión o distrito de Ucrania en el óblast de Járkov. 
Comprende una superficie de 1041 km².
La capital es la ciudad de Krasnokutsk.

## Demografía
Según estimación 2010 contaba con una población total de 29867 habitantes.

## Otros datos
El código KOATUU es 6323500000. El código postal 62000 y el prefijo telefónico +380 5756.